# Þeistareykjarbunga
Þeistareykjarbunga es un volcán en escudo en Islandia situado al noreste de la isla, cerca de la localidad de Húsavík y en la región de Norðurland Eystra. Se encuentra a unos 300 km de la capital Reikiavik.

## Características
El Þeistareykjarbunga tiene dos fisuras llamadas Þeistareykjahraun y Borgahraun, y dos conos, uno de 370 metros, el Storahversmor, y otro de 540 m, el Storaviti.

## Erupciones
Se sabe de tres erupciones del Þeistareykjarbunga, la más reciente hacia el 900 a. C. La anterior se dio en el 6800 a. C. Una erupción en el 9500 a. C. produjo 18.000.000.000 metros cúbicos de lava basáltica.